# Монтеджорджо
Монтеджорджо (італ. Montegiorgio) — муніципалітет в Італії, у регіоні Марке,  провінція Фермо.
Монтеджорджо розташоване на відстані близько 165 км на північний схід від Рима, 55 км на південь від Анкони, 16 км на захід від Фермо.
Населення — 6938 осіб (2014).

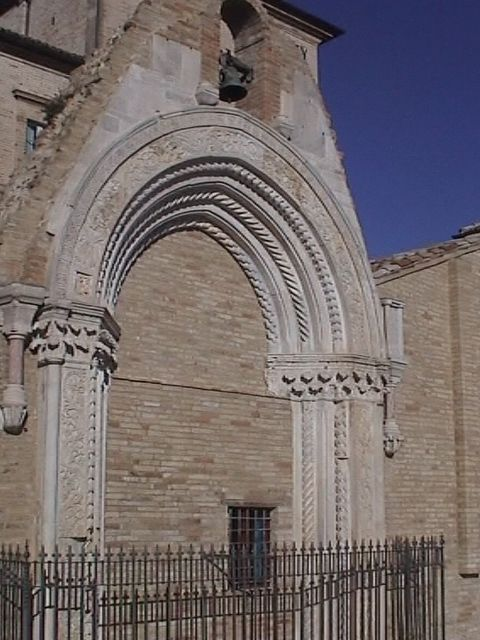

Щорічний фестиваль відбувається 23 квітня. Покровитель — святий Юрій.

## Демографія
Населення за роками:

Станом на 1 січня 2023 року в муніципалітеті офіційно проживав 571 іноземець з 39 країн, серед них 135 громадян країн Євросоюзу та 26 громадян України.

## Сусідні муніципалітети
- Бельмонте-Пічено
- Фалероне
- Франкавілла-д'Ете
- Гроттаццоліна
- Мальяно-ді-Тенна
- Масса-Фермана
- Монтаппоне
- Монте-Сан-П'єтранджелі
- Монте-Відон-Коррадо
- Рапаньяно
- Фермо